# Casa Ceremines
Casa Ceremines és una antiga casa pairal de Xerta (Baix Ebre) protegida com a bé cultural d'interès local.

## Descripció
L'edifici està format per planta baixa, pis principal i golfes. Una part de la façana està embotida en un petit carreró sense sortida. La façana presenta a la planta baixa, un revocat amb simulació de carreus. La porta principal, amb base de carreu i pilons de protecció de pedra, està formada per un arc rebaixat i fusteria modernista. A l'esquerra de la porta hi ha un finestral enreixat de forja molt acurat on es poden llegir al centre i dintre un cercle les inicials superposades R.M. (Ramon Martí). Al primer pis hi ha un balcó corregut que ocupa els dos finestrals que donen al Saló de la casa i, tres balcons menors donant al carreró, amb frontons rematats esgrafiats al reboc, que en aquest pis simula carreus encoixinats. Una petita cornisa enceta les golfes, amb arcs cecs correguts de mig punt amb impostes, que contenen petits buits el·líptics d'eix vertical. El ràfec està format amb mènsules motllurades. La coberta és de teula tradicional.
L'estil que predomina a l'interior de l'edifici és el modernista. Al rebedor hi ha una porta amb vitrall policromat, exemple més clar d'aquest estil. Al despatx de la casa i a diferents estances de la planta baixa es conserven arcades de pedra que pertanyen a la primitiva estructura del segle xvii. L'escalinata conté ornaments modernistes, tot i que abans de la reforma del 1887, l'escala i la barana eren de pedra. Entre altres estances, l'habitació més característica és el Saló, on encara es conserva la major part del mobiliari original. Aquesta sala de la casa és d'un estil més clàssic, on destaca el paper que decora les parets i l'alt sostre d'artesonats decorats amb motius vegetals. En aquest espai s'hi celebraven diferents actes i festes de la burgesia local, entre d'altres es conta que hi va sopar el rei Alfons XIII l'any 1912 després de la inauguració del canal de l'esquerra de l'Ebre. El mosaic hidràulic de l'època es troba principalment per tot el pis superior de l'edifici, així com els alts sostres decorats i les portes de grans dimensions. Un element curiós de les portes -que avui només es conserva en unes poques- és el fet que antigament cadascuna tenia la seva clau amb la forma del número que també tenia el respectiu pany.
Abans de la guerra civil hi havia una sala dedicada al sant Àngel, ja que era el sant protector de la família.
A la part del darrere de l'edifici hi destaca una estança que es va afegir posteriorment (a la primera dècada del segle XX). Es tracta d'una llarga galeria amb funció de sala d'estar que dona al primer pis, ventilada per finestrals formats per arcs de mig punt i decorats amb vidres de colors a la part superior. Aquesta galeria sobresurt de la façana formant un porxo a la planta baixa i és sostinguda per columnes de les quals destaquen els capitells.
Enfront de la façana posterior de l'edifici hi ha un jardí. També hi havia un molí d'oli i un hort tancat amb tàpia que limitava al nord amb la mateixa casa, al sud amb el canal de la Dreta, a l'est amb les cases del carrer de l'Àngel i a l'oest amb l'avgda. Marti Martí. Avui en dia, gran part de l'hort es troba fragmentat. Adossat a la part esquerra de l'edifici trobem un pati interior amb un pou al centre que dona accés a una pista coberta de frontó -existent a l'època- i als baixos de l'antiga casa del servei.

## Història
L'estructura data dels segles XVI-XVII però sabem que la decoració interior d'estil modernista es va realitzar l'any 1887 durant una reforma que el propietari de la casa va fer elaborar.
L'any 1884 el senyor Ramon Martí i Tomàs, després d'augmentar la fortuna familiar amb els seus germans Jaime i Fernando a l'Argentina, tornà al seu poble natal i comprà la casa i l'hort al senyor Ignacio de Ramon i Aiguavives. Aquest últim era descendent de la casa dels Ramon residents a Tortosa, també grans propietaris d'aquestes contrades que posseïen el títol nobiliari dels Sentís i, per aquest motiu, resulta fàcil deduir que la finca va estar en mans de la família del bisbe Sentís. Tres anys més tard de la compra, es va realitzar la reforma que va modificar l'estil de l'edifici.
En esclatar la guerra civil espanyola, la casa quedà desocupada i va ser saquejada ocupant-la més tard i de forma provisional, els soldats que hi van establir un quarter.
Actualment funciona com a Hotel-restaurant.